# Franciscaines de Notre-Dame des Victoires
Les Franciscaines de Notre Dame des Victoires (en latin : Congregationis Sororum Sancti Francisci a Domina Nostra Victoriarum) sont une congrégation religieuse féminine enseignante et hospitalière de droit pontifical.

## Histoire
En 1873, Mary Jane Wilson (1840-1916), née dans une famille anglicane, se convertit au catholicisme et commence à travailler comme infirmière, puis s'installe en 1881 sur l'île de Madère. Le 15 janvier 1884 à Funchal, Mary Jane en religion Marie de Saint-François fonde une communauté d'infirmières religieuses pour aider les malades dans les hôpitaux. En 1891, la congrégation est reconnue par Agostinho Barreto, évêque de Funchal.
L'institut est agrégé à l'ordre des frères mineurs le 21 novembre 1940 ; il reçoit le décret de louange le 30 avril 1959 et ses constitutions sont définitivement approuvées par le Saint-Siège le 18 mai 1967.

## Activités et diffusion
Les sœurs se consacrent à l'enseignement et au soin des malades. 
Elles sont présentes en:
- Europe : Italie, Portugal.
- Amérique : Brésil.
- Afrique : Afrique du Sud, Angola, République Démocratique du Congo, Mozambique, Tanzanie.
- Asie : Inde, Philippines, Timor Oriental.

La maison-mère est à Sacavém.
En 2017, la congrégation comptait 376 sœurs dans 61 maisons.